# آبدره ایلولیسات
آبدره ایلولیسات (گرینلندی: Ilulissat Kangerlua) یک آبدره در غرب گرینلند است. این آبدره ۲۵۰ کیلومتری شمال مدار شمالگان و ۴۰ کیلومتری یخسار گرینلند در جنوب شهر ایلولیسات قرار دارد. آبدره ایلولیسات توسط یونسکو در سال ۲۰۰۴ به عنوان یک میراث جهانی یونسکو اعلام شد.